# Skip and Loafer
Skip and Loafer (スキップとローファー, Sukippu to rōfā, litt. « Sauter et fainéanter ») est une série de manga japonaise écrit et dessiné par Misaki Takamatsu. Elle est prépubliée dans le magazine Monthly Afternoon de Kōdansha depuis août 2018. La version française est éditée par l'éditeur Noeve Grafx depuis avril 2023.
Une adaptation en anime produite par le studio P.A.Works est diffusée entre avril et juin 2023. La série est diffusée en streaming sur Crunchyroll.
En janvier 2023, plus d'un million d'exemplaires du manga sont en circulation. Skip and Loafer remporte le 47e Prix du manga Kōdansha en 2023 dans la catégorie générale.

## Synopsis
Mitsumi Iwakura est une lycéenne pétillante qui a déménagé de Hashikko dans la préfecture d'Ishikawa au lycée de Tokyo après avoir obtenu son diplôme du premier cycle du secondaire. Mitsumi a grandi dans une zone dépeuplée de Hashikko, avec seulement huit élèves dans sa classe. Cependant, le jour de sa cérémonie d'entrée, elle est prise dans la ruée vers les navetteurs et se perd, et son plan de vie est rapidement frustré. Puis, un grand et beau garçon qui s'inquiétait pour Mitsumi l'appela et décida d'aller à l'école ensemble tous les jours. Elle, qui a toujours été bonne élève, perd ses repères dans ce nouvel environnement. Mais sa gaieté et sa joie de vivre animent la vie de ses nouveaux camarades et l'aident à se faire des amis.

## Personnages
Mitsumi Iwakura (岩倉 美津未, Iwakura Mitsumi)
Voix japonaise : Tomoyo Kurosawa
Sosuke Shima (志摩 聡介, Shima Sōsuke)
Voix japonaise : Akinori Egoshi
Mika Egashira (江頭 ミカ, Egashira Mika)
Voix japonaise : Yuka Terasaki
Yuzuki Murashige (村重 結月, Murashige Yuzuki)
Voix japonaise : Maaya Uchida
Makoto Kurume (久留米 誠, Kurume Makoto)
Voix japonaise : Megumi Han
Nao (ナオ)
Voix japonaise : Mitsuki Saiga
Tsukasa Mukai (迎井 司, Mukai Tsukasa)
Voix japonaise : Hikaru Tanaka
Kento Yamada (山田 健斗, Yamada Kento)
Voix japonaise : Ayumu Murase
Narumi Kanechika (兼近 鳴海, Kanechika Narumi)
Voix japonaise : Ryōhei Kimura
Tokiko Takamine (高嶺 十貴子, Takamine Tokiko)
Voix japonaise : Minami Tsuda

## Production et supports

### Manga
La série de manga Skip and Loafer est écrite et illustrée par Misaki Takamatsu. Elle est prépubliée dans le Monthly Afternoon de Kōdansha depuis le 25 août 2018,. Kōdansha assemble ses chapitres en volumes tankōbon. Le premier volume paraît le 23 janvier 2019. Au 23 décembre 2024, onze volumes ont été publiés.
Une traduction française de la série de manga est éditée par Noeve Grafx depuis le 28 avril 2023.

#### Liste des volumes
| no | Japonais         | Japonais          | Français         | Français          |
| no | Date de sortie   | ISBN              | Date de sortie   | ISBN              |
| -- | ---------------- | ----------------- | ---------------- | ----------------- |
| 1  | 23 janvier 2019  | 978-4-06-514209-7 | 28 avril 2023    | 978-2-38316-350-3 |
| 2  | 23 juillet 2019  | 978-4-06-516300-9 | 8 septembre 2023 | 978-2-38316-402-9 |
| 3  | 21 février 2020  | 978-4-06-518471-4 | 26 janvier 2024  | 978-2-38316-544-6 |
| 4  | 21 août 2020     | 978-4-06-520539-6 | 24 mai 2024      | 978-2-38316-624-5 |
| 5  | 23 mars 2021     | 978-4-06-522497-7 | —                | 978-2-38316-763-1 |
| 6  | 22 novembre 2021 | 978-4-06-525779-1 | —                |                   |
| 7  | 22 juin 2022     | 978-4-06-528147-5 | —                |                   |
| 8  | 23 janvier 2023  | 978-4-06-530267-5 | —                |                   |
| 9  | 23 août 2023     | 978-4-06-532642-8 | —                |                   |
| 10 | 22 mars 2024     | 978-4-06-534851-2 | —                |                   |
| 11 | 23 décembre 2024 | 978-4-06-537722-2 | —                |                   |
| 12 | 22 août 2025     | 978-4-06-539706-0 | —                |                   |

### Anime
En novembre 2021, une adaptation de la série de manga en anime est annoncée. Elle est animée par le studio P.A.Works, écrite et réalisée par Kotomi Deai, avec des conceptions de personnages gérées par Manami Umeshita, qui joue également le rôle de directeur de l'animation en chef, et une musique composée par Takatsugu Wakabayashi,. La série est diffusée entre le 4 avril et le 20 juin 2023 sur Tokyo MX et plusieurs autres chaînes de télévision japonaises,.
La chanson thème d'ouverture intitulée Mellow (メロウ, Merō, litt. « Moelleux ») est interprétée par Keina Suda, tandis que la chanson thème de fin Hanauta to mawarimichi (ハナウタとまわり道, litt. « Humer et faire des détours ») est interprétée par Rikako Aida. Crunchyroll diffuse la série à l'international. Plus Media Networks Asia diffuse l'anime en Asie du Sud-Est sur Aniplus Asia.

#### Liste des épisodes
| No | Titre français               | Titre japonais    | Titre japonais        | Date de 1re diffusion |
| No | Titre français               | Kanji             | Rōmaji                | Date de 1re diffusion |
| -- | ---------------------------- | ----------------- | --------------------- | --------------------- |
| 1  | Tout beau, tout neuf         | ピカピカ          | Pikapika              | 4 avril 2023          |
| 2  | Nervosité, Errance           | そわそわ うろうろ | Sowasowa Urouro       | 11 avril 2023         |
| 3  | Légèreté, Crépitement        | フワフワ バチバチ | Fuwafuwa Bachibachi   | 18 avril 2023         |
| 4  | Picotement, Agglutinement    | ピリピリ カツカツ | Piripiri Katsukatsu   | 25 avril 2023         |
| 5  | Fourmillement, Enjouement    | チクチク いそいそ | Chikuchiku Isoiso     | 2 mai 2023            |
| 6  | Bruine, Étincelle            | シトシト チカチカ | Shitoshito Chikachika | 9 mai 2023            |
| 7  | Succession, Popularité       | パタパタ モテモテ | Patapata Motemote     | 16 mai 2023           |
| 8  | Canicule, Complexité         | ムワムワ いろいろ | Muwamuwa Iroiro       | 23 mai 2023           |
| 9  | Paresse, Euphorie            | トロトロ ルンルン | Torotoro Runrun       | 30 mai 2023           |
| 10 | Gesticulation, Ruissellement | バタバタ ポロポロ | Batabata Poroporo     | 6 juin 2023           |
| 11 | Festivités, Foule            | ワイワイ ザワザワ | Waiwai Zawazawa       | 13 juin 2023          |
| 12 | Illumination                 | キラキラ          | Kirakira              | 20 juin 2023          |

## Accueil
En janvier 2023, plus d'un million d'exemplaires du manga Skip and Loafer sont en circulation.
Skip and Loafer se classe 7e aux côtés de Ranking of Kings dans le classement des meilleurs mangas de 2020 pour les lecteurs masculins du Kono Manga ga sugoi! de Takarajimasha. La série se classe 46e dans le classement du « Livre de l'année » de 2021 du magazine Da Vinci.
En 2020, la série est nommée pour le 13e Grand prix du manga et se classe troisième avec 58 points,. Elle est nommée pour les 44e, 46e et 47e Prix du manga Kōdansha dans la catégorie générale en 2020, 2022 et 2023. Elle remporte le prix dans la catégorie générale en 2023. Le manga est l'une des œuvres recommandées par le jury au 23e Japan Media Arts Festival en 2020.